# Kolafalva
Kolafalva (Colești), település Romániában, a Partiumban, Bihar megyében.

## Fekvése
Vaskohtól nyugatra, Vaskohmező északnyugati szomszédjában fekvő zsáktelepülés.

## Története
Kolafalva nevét 1580-ban említette először oklevél Kolest néven. 
1600-ban Kolesty, 1808-ban Kolest, 1851-ben Kollest, 1913-ban Kolafalva néven írták.
1851-ben Fényes Elek írta a településről:
Kollest, Bihar vármegyében, a váradi deák püspök vaskohi uradalmában, hegyektől körülvéve,
völgyben, egy felemelkedett kősziklán, 550 óhitü lakossal s anyatemplommal. Határa 1907 hold,... A falu közepén van egy nagy tó, mellynek eredetét s fenekét s belőle a viz hova mentét nem tudhatni; tiszta kősziklán van. Lakosai közül 60-an vasbányászattal foglalkoznak.
1910-ben 607 lakosából 604 görögkeleti ortodox román volt.
A trianoni békeszerződés előtt Bihar vármegye Vaskohi járásához tartozott.

## Hivatkozások

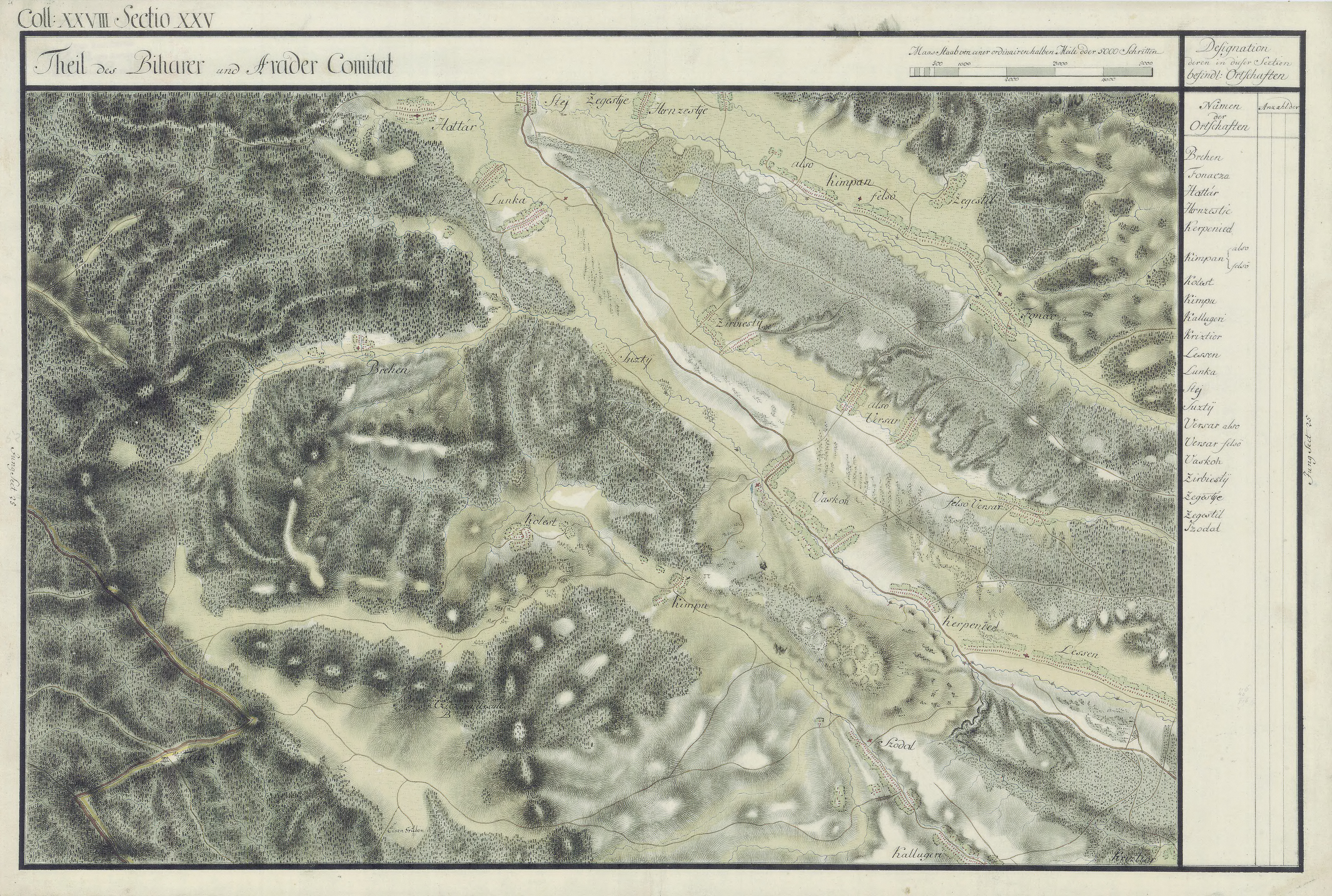
Kolafalva egy régi térképen